# Janakpur
Janakpur o Janakpurdham (in maithili जनकपुर) è una città e municipalità del Nepal, è capoluogo della provincia di Madhesh e importante meta di pellegrinaggio induista.

## Geografia
La città è situata nella parte meridionale del paese nella pianura del Terai e ad un'altitudine di circa 76 m s.l.m..
Si trova a circa 20 km dal confine con l'India e a circa 225 km dalla capitale Katmandu. 

## Storia
Janakpur è tradizionalmente identificata come l'antica capitale del regno di Mithila nel tardo periodo vedico (c. 900 – c. 500 a.C.).
La tradizione hindu vuole che Janakpur sia la città natale di Sītā, la moglie del dio Rāma nonché luogo in cui i due si sono congiunti in matrimonio. Qui ha sede un grandioso tempio dedicato alla dea, la città è citata nel poema epico Rāmāyaṇa ed è un'importante meta di pellegrinaggio per gli induisti.

## Monumenti e luoghi di interesse
Il monumento principale della città è lo Janaki Mandir, il tempio dedicato a Sītā ed è l'unico esempio in Nepal di architettura moghul.
A Janakpur si trovano numerosi bacini e laghi rituali e storici. Uno dei più importanti da un punto di vista religioso è il Ganga Sagar, meta di bagni rituali per i pellegrini induisti. 

## Infrastrutture e trasporti
A sud della città si trova un aeroporto (Codice IATA: JKP; ICAO: VNJP), diversi voli al giorno la collegano con Katmandu.
Un regolare servizio di bus è disponibile sia per la capitale che per altre città.